# Janna Prokhorenko
Pour les articles homonymes, voir Prokhorenko.
Janneta, dite « Janna », Trofimovna Prokhorenko (en russe : Жаннета «Жанна» Трофимовна Прохоренко) est une actrice soviétique et russe, née le 11 mai 1940 à Poltava, actuellement en Ukraine, et morte le 1er août 2011 à Moscou.

## Biographie
Janna Prokhorenko est la fille du pilote d'avion Trofim Prokhorenko, qui périt lors de la Seconde Guerre mondiale près d'Orel. Sa mère, Eleonora Ilinitchna, emmène Janna et son frère Léonide dans l'Oural. Puis, ils déménagent à Leningrad chez leur tante, Viktoria. A Leningrad, Janna suit les cours d'art dramatique au centre culturel pour la jeunesse Andreï Jdanov. Elle finit l'école avec une médaille d'or et entame les études à l'École-studio du Théâtre d'Art académique de Moscou. En 1959, elle tient le rôle principal dans le film de guerre La Ballade du soldat de Grigori Tchoukhraï. Le film est projeté au Festival de Cannes 1960 où il reçoit le prix de la meilleure participation pour la sélection soviétique. Avec son collègue Vladimir Ivachov, l'autre acteur vedette de La Ballade du soldat, Janna Prokhorenko est présente au Festival international du film de San Francisco 1960. Elle tourne dans le film de Youli Raizman Et si c'était l'amour sorti en 1961. Ses absences répétées pour les besoins de tournages lui valent le renvoi de l'école théâtrale. Tchoukhraï la fait admettre dans la classe de Sergueï Guerassimov et Tamara Makarova de l'Institut national de la cinématographie dont elle est diplômée en 1964.

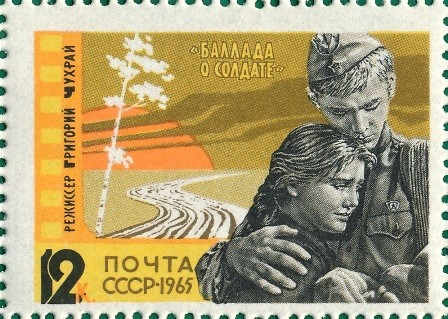
Timbre-poste de l'URSS (1965) en hommage au fil « La Ballade du soldat ». Numéro de catalogue DFA 3259

L'actrice tourne beaucoup dans les années 1970-1980, mais ses rôles sont moins importants qu'à ses débuts. Elle devient actrice du Théâtre national d'acteur de cinéma. Après la dislocation de l'URSS, la direction de théâtre doit réduire la troupe et elle se voit licenciée. Son compagnon Arthur Makarov lui achète une maison dans le village de Glouch près de Pskov. Elle se retire à la campagne et loue son appartement de Moscou pour s'assurer un petit revenu. En 2004, elle joue aux côtés de sa fille Ekaterina et sa petite-fille Mariana dans la série télévisée Bliznetsy de Zinovi Roizman. Elle apparait pour la dernière fois devant le public au festival « Amurskaya osen » à Blagovechtchensk en 2010.
En 2011, on lui découvre un cancer dont elle meurt à l'hôpital Botkine de Moscou. Elle repose au cimetière Khovanski du district administratif de Novomoskovski.

## Prix et honneurs
Janna Prokhorenko a reçu, en 1988, le titre honorifique d'Artiste du peuple de l'URSS.

## Vie privée
Prokhorenko épouse le réalisateur Evgueni Vassiliev alors qu'elle est encore étudiante de l'Institut national de la cinématographie. Ensemble, ils ont une fille Ekatérina. Deux petites-filles, Mariana et Ksenia Spivak.
Elle quitte Vassiliev pour partager la vie d'acteur et écrivain Arthur Makarov (1931-1995), le fils adoptif de Sergueï Guerassimov et Tamara Makarova. Makarov se marie, mais ils continuent de se voir. En 1995, Makarov, reconverti entretemps en homme d'affaires, est trouvé ligoté et tué d'un coup de poignard dans le cœur, dans l'appartement de Janna, qu'il louait à Moscou.

## Filmographie sélective
- 1959 : La Ballade du soldat (Баллада o солдате, Ballada o soldate) de Grigori Tchoukhraï : Choura
- 1961 : Et si c'est l'amour ? (А если это любовь?, A esli eto lubov?) de Youli Raizman : Xenia
- 1959 : Le Mariage de Balzaminov (Женитьба Бальзаминова, Genitiba Bakzaminova) de Konstantine Voïnov : Kapotchka
- 1965 : Première Neige (Первый снег, Pervyy sneg) de Boris Grigoriev : Marianna
- 1965 : Je vais au-devant de l'orage (Иду на грозу, Idu na grozu) de Sergueï Mikaelian : Lena
- 1965 : Le Train de la clémence d'Iskander Khamrayev
- 1972 : Point, point et virgule (Точка, точка, запятая…,) de Alexandre Mitta : enseignante
- 1973 : L'Obier rouge (Калина красная, Kalina krasnaïa) de Vassili Choukchine : enquêtrice judiciaire